# Antonieta Feliu i Miró
Antonieta Feliu i Miró, coneguda també com Antonieta Feliu de Forn (Berga, Juliol 1896 - Barcelona, Abril 1968 va ser una activista política catalana que va crear a Manresa el Grup Femení d'Esquerra Republicana de Catalunya, juntament amb Maria Casajuana, Anna Espelt i Isabel Arde.

## Biografia
Nascuda a Berga el 1896, va ser la segona dels cinc fills de Pere Feliu Masanés i Àngela Miró Ballarà.
Entre els anys 1917 i 1919, durant les temporades que va passar a Barcelona a casa del seu germà Ramon, va entrar en contacte amb el moviment catalanista de l'època. Feia poc que s'havia creat el Partit Republicà Català i s'albiraven grans canvis. Amb el seu germà, assistia a tertúlies sobre els drets i llibertats de Catalunya i altres temes socials i molt sovint, quan cantaven els Segadors, apareixia la policia i es produïen corredisses per la Rambla. Quan els pares ho van saber, la van fer tornar a Berga.
Aviat es va casar amb l'empresari manresà Miquel Forn Prat, propietari de les Cristalleries Forn, onze anys més gran que ella. Després del casament, es van instal·lar al número 46 del carrer Urgell de Manresa i van compartir veïnatge amb coneguts líders republicans com Joan Selves Carner i el metge Tomàs Ramon Amat.
La seva salut fràgil no va privar Antonieta Feliu de ser una destacada activista política, moguda per les seves conviccions feministes, catalanistes i republicanes. Va ser la primera dona militant de l'Esquerra Republicana de Catalunya a Manresa i una de les primeres que va participar en tasques polítiques en aquella població. L'any 1933 va impulsar i liderar el Grup Femení d'ERC a Manresa, que va arribar a tenir gairebé un miler d'afiliades a la comarca del Bages. El 1934 va ser vocal de l'Assistència Pública. El 1935 va presidir el Comitè Femení Pro-presos catalanistes i el 1936 era l'única dona que formava part de la junta directiva d'Esquerra.
Amb una oratòria brillant, va participar en mítings a Manresa i comarca, defensant aferrissadament els drets de les dones i la necessitat de llur l'accés a la cultura, com a únic mitjà per no ser manipulades pels homes i per l'Església, fet que repudiava, malgrat que ella fos catòlica practicant.
Va col·laborar sovint a la premsa manresana. És la dona que més articles va publicar durant la Segona República: en total van ser quaranta-quatre i llevat d'un que va publicar en el diari La Rambla, de Sabadell, els altres van aparèixer tots en el diari El Dia, de Manresa. Durant els anys de la Guerra Civil, només va publicar cinc articles.
Acabada la Guerra, el 27 de setembre de 1939 el seu marit va ser detingut. Ella, que sabia el perill que corria es trobava a Barcelona, però la policia va localitzar-la i va dur-la a Manresa perquè declarés sobre els càrrecs que imputaven a ella i al seu marit. Al principi, a causa de la seva salut delicada, ella queda en llibertat vigilada. Després la situació de la parella es capgira quan la policia considera que l'activista republicana i cali jutjar era ella i el 20 d'octubre fou ingressada a la presó de Manresa, mentre que el seu marit va ser alliberat. Jutjada en un Consell de guerra el 19 de gener del 1940, el fiscal demanava per ella vint anys de presó, incriminant-la per tots els articles que va publicar al diari El Dia, així com per la seva participació com a oradora en actes públics d'ERC celebrats al Bages i Berguedà. Un dels delictes que li atribuïen, amb el seu marit, era la participació en l'assassinat del capellà Mossèn Tañà. La declaració de la criada del capellà va revelar que, no sols no hi havien estat implicats, sinó que la parella va tenir-lo uns dies a casa seva i després van ajudar-lo perquè anés a casa d'uns amics de Barcelona. I va ser a Barcelona on va ser assassinat. Finalment, Antonieta Feliu va ser condemnada a sis anys i va ser traslladada a la Presó de Dones de les Corts de Barcelona. Això va fer que la seva delicada salut encara es deteriorés més ràpidament. Va obtenir la llibertat condicional el 10 de febrer de 1942 havent de ser operada d'urgència i quedant ingressada durant dos mesos a una clínica de Barcelona.
L'alcalde de Manresa va desaconsellar el seu retorn i Antonieta Feliu es va quedar a Barcelona. Malgrat que sempre va estar sota vigilància, mai va renunciar als seus ideals i va continuar organitzant reunions clandestines i jocs florals a casa seva, sota el camuflatge de visites de societat.
Va morir a Barcelona l'1 d'abril de 1968.